# Bindewald und Gutting
Die Bindewald und Gutting Verwaltungs-GmbH mit Sitz im Salzlandkreis in Sachsen-Anhalt ist ein Unternehmen der Lebensmittelbranche mit Schwerpunkten bei Mehl und weiteren Backzutaten.

## Geschichte
Die Keimzelle der heutigen Unternehmensgruppe ist die Saalemühle in Alsleben, welche im Zuge der Privatisierung der DDR-Wirtschaft nach der deutschen Wiedervereinigung 1992 durch die aus traditionsreichen südwestdeutschen Müllerfamilien stammenden Familien Bindewald (Kupfermühle, Bischheim (Donnersberg)) und Gutting (Hambacher Mühle, Neustadt an der Weinstraße) übernommen wurde. Außerdem wurde die Dresdener Mühle erworben.
2014 erwarben Bindewald und Gutting die in der PMG Premium Mühlen Gruppe GmbH & Co. KG zusammengefassten Mühlenbetriebe der Neusser Unternehmensgruppe Werhahn. Die traditionsreichen Endverbraucher-Mehlmarken Goldpuder und Diamant-Mehl wurden 2015 an den Mitbewerber GoodMills Deutschland veräußert.

## Struktur
Unter dem Dach der Unternehmensgruppe agieren mehrere Mühlenbetriebe als Tochtergesellschaften (Stand: 31. Dezember 2022):
- Saalemühle Alsleben GmbH, Alsleben – 100 Prozent
- Plange GmbH, Neuss – 100 Prozent
- Dresdener Mühle GmbH, Dresden – 100 Prozent
- PMG Premium Mühlen Verwaltungs GmbH, Neuss – 100 Prozent
- BiGu Services GmbH, Alsleben – 100 Prozent
- Rheintal Mühlen GmbH, Stutensee mit den Betrieben Friedrichstaler Mühle in Stutensee und der Hambacher Mühle in Neustadt/Weinstraße – 100 Prozent
- Kilianstädter Mühle, Schöneck
- Bavaria Mühle GmbH, Aichach – 54 Prozent
- Saalemühle Lager GmbH + Co. KG, Alsleben – 100 Prozent
- Mlyn Julia Sp. z.o.o. w likwidacji, Kostrzyn, Polen – 100 Prozent
- Vogtland Biomühlen GmbH, Plauen – 33,33 Prozent

## Verbund Bindewald und Gutting Mühlengruppe
Neben den Tochtergesellschaften der Bindewald und Gutting Verwaltungs-GmbH bestehen weitere, personell, jedoch nicht handelsrechtlich verflochtenene Unternehmen, welche zusammen mit den Tochtergesellschaften der Bindewald und Gutting Verwaltungs-GmbH die sog. Bindewald und Gutting Mühlengruppe bilden. Hierzu gehören:
- Kupfermühle, Bischheim
- Cornexo, Freimersheim
- Rettenmeier, Horb am Neckar

Die Gruppe bezeichnet sich selbst als „größte familiengeführte Mühlengruppe Deutschlands“.